# Diospyros oldhamii
Diospyros oldhamii är en tvåhjärtbladig växtart som beskrevs av Carl Maximowicz. Diospyros oldhamii ingår i släktet Diospyros och familjen Ebenaceae. Utöver nominatformen finns också underarten D. o. oldhamii.